# Движение на необвързаните държави
Движение на необвързаните страни (на английски: Non-Aligned Movement) е международна организация от държави, които не са членки на военни блокове (НАТО, Варшавски договор, СЕНТО, СЕАТО, АНЗЮС и т.н.). Към 2012 г. организацията наброява 120 члена и 17 държави със статут на наблюдатели.
Организацията е основана през 1961 г. в Белград, и е до голяма степен създание на югославския президент Йосип Броз Тито, първият министър-председател на Индия – Джавахарлал Неру, вторият президент на Египет – Гамал Абдел Насър, първият президент на Гана – Кваме Нкрума и първият президент на Индонезия – Сукарно. Всичките петима лидери са представители на политически течения, които не са обвързани нито със Западния блок, нито с Източния по времето на Студената война.
В своя реч от 1979 г. Фидел Кастро заявява, че целта на организацията е да гарантира „националната независимост, суверенитет, териториалния интегритет и сигурността на необвързаните държави“ в тяхната „борба срещу империализма, колониализма, неоколониализма, расизма и всички форми на чужда агресия, окупация, доминация, вмешателство или хегемония, както и срещу великите сили и блоковата политика“. Държавите-членове на Движението на необвързаните представляват почти 2/3 от членовете на ООН и 55% от световното население. Членове на организацията са държави, считани като „развиващи се“ или като част от Третия свят.
Членове на организацията през годините са били държави като Югославия, Аржентина, Народна организация на Югозападна Африка, Кипър и Малта. Въпреки че голяма част от членовете на движението малко или повече са били близки с някоя от великите сили, движението успява да запази целостта си по време на Студената война. Някои членове са имали сериозни конфликти помежду си (войните между Индия и Пакистан, и Иран и Ирак). А когато избухва войната в Афганистан, организацията е на прага на разпад заради вътрешни противоречия между членовете. Близките до Съветския съюз държави подкрепят инвазията, докато други членове (основно мюсюлмански държави) я отхвърлят.
Тъй като Движението на необвързаните страни се ражда като контрапункт на Студената война, след края на блоковото разделение на света в края на 80-те, организацията започва да търси нов смисъл на съществуването си. След разпада на една от държавите-основатели – Югославия, нейното членство е прекратено през 1992 г. след редовна среща на министрите, проведена в Ню Йорк по време на годишната сесия на Общото събрание на ООН. Държавите-наследници на Югославия проявяват малък интерес към членство в движението, въпреки че някои от тях получават статут на наблюдатели. През 2004 г. след като Кипър и Малта прекратяват членството си в движението и се присъединяват към ЕС, Беларус остава единственият член на Движението на необвързаните в Европа. Последните държави, които са приети в движението са Азербайджан и Фиджи, които влизат през 2011 г. През 1995 г. и 1998 г. молбите за членство на Босна и Херцеговина и Коста Рика са отхвърлени.
Между 26 и 31 август 2012 г. в Техеран се провежда 16-о събрание на Движението на необвързаните. Според агенция „Мер Нюз“, присъстват представители на повече от 150 държави. Участие вземат 27 президента, двама крале, 7 министър-председателя, 9 вицепрезидента и двама председатели на парламенти По време на събранието Иран заема председателското място от Египет за периода 2012 – 2015 г. Планирано е следващата среща на върха на движението да бъде в Каракас, Венецуела през 2015 г., но тя се провежда през 2014 г. в столицата на Алжир – Алжир.

## Предистория
За първи път словосъчетанието „необвързана държава“ използва Венгалил Кришнан Менун по време на своя реч в ООН през 1953 г. Неговият приятел Джавахарлал Неру повтаря фразата година по-късно в своя реч, която изнася в Коломбо, Шри Ланка. В речта си Неру описва „петте стълба“, на които трябва да се опрат индо-китайските отношения. Въпросните стълбове, които са наречени „Петте принципа на мирно съжителство“ по-късно стават основа на Движението на необвързаните държави. Петте принципа са:
- Взаимно уважение на териториалната цялост и суверенитета
- Взаимно въздържане от употреба на сила
- Взаимно въздържане от намеса във вътрешните работи
- Равенство и взаимна изгода
- Мирно съвместно съжителство

Важна стъпка по пътя към основаването на Движението на необвързаните е конференцията, проведена в Бандунг през 1955 г. Това е първата голяма среща на лидерите от Африка и Азия, на която домакин е индонезийският президент Сукарно. На тази конференция се срещат лидери като Сукарно, Гамал Абдел Насър, Джавахарлал Неру, Йосип Броз Тито, Кваме Нкрума, Хо Ши Мин, Жу Енлай, Нородом Сианук, както и младата Индира Ганди. По време на конференцията е приета „Декларация за насърчаване на световния мир и сътрудничество“, която включва петте принципа на Неру и колективно обещание за неутралитет по време на Студената война. Шест години по-късно, по инициатива на Йосип Броз Тито е проведена първата Конференция на държавните и правителствени ръководители на необвързаните държави, която се провежда в Белград.
По време на срещата в Лусака през 1970 г., участващите страни си поставят като цел мирното разрешаване на конфликтите и въздържане от съюзи с великите сили.
„Необвързана държава“ се използва като термин на петата конференция от 1976 г., когато участващите страни са приети като членове.
Бащите-основатели на Движението са Сукарно от Индонезия, Неру от Индия, Тито от Югославия, Насър от Египет и Нкрума от Гана. Техните действия остават в историята като „Инициативата на петимата“.

## Организационна структура и членство
Движението се ражда от желанието на държави да не бъдат свързани с геополитически или военни структури и именно заради това тази организация няма типичната стройна организационна структура. Някои от организационните основи са дефинирани през 1996 г. Конференцията на държавните и правителствени ръководители на необвързаните държави „е най-висшият орган за вземане на решения“.
Изискванията за членство съвпадат с основните критерии на ООН. Държавата кандидат-член трябва да е показала готовност за изпълнение на основните 10 принципа от Бандунг 1955 г.
- Уважение на фундаменталните човешки права и целите и принципите на Харта на Обединените нации.
- Уважение на териториалната цялост и суверенитета на всички държави.
- Признание на всички национални освободителни движения.
- Признание на равенството между всички раси и равенството между всички нации – малки и големи.
- Въздържане от интервенция и намеса във вътрешните работи на която и да е държава.
- Уважение на правото на всяка нация за самоопределение, в съгласуваност с Хартата на ООН.
- Въздържане от актове на агресия или употреба на сила срещу териториалната цялост или политическата независимост на всяка държава.
- Решение на всички международни диспути чрез средствата на мира и в съгласие с Хартата на ООН.
- Насърчаване на взаимните интереси и сътрудничество.
- Уважение на правосъдието и международните задължения.

### Председателство
Председателството на Движението на необвързаните се сменя на всеки три години. Иран държи председателството и бе домакин на 16-а конференция на движението, проведена между 26 и 31 август 2012 г. На 1 септември председателството бе предадено на президента на Иран, Махмуд Ахмадинежад. Следващата конференция ще се проведе в Каракас, Венецуела през 2015 г., когато председателството ще бъде поето от президента на държавата-домакин.

## Политика и идеология
Движението на необвързаните държави е имало много различни главни секретари – авторитарни лидери антикомунисти като Сухарто или демократични социалисти като Нелсън Мандела. Състоящо се от много правителства, изповядващи различни идеологии, единственото нещо което обединява движението е стремежът към световен мир. На седмата конференция в Ню Делхи през 1983 г., движението описва себе си като „най-голямата мирна организация в историята“. Движението поставя акцент и върху разоръжаването. Всъщност ангажираността на движението към мира предхожда официалното си институционализиране през 1961 г. Срещата на лидерите на Югославия, Египет, и Индия на о. Бриони през 1956 г. признава съществуваща връзка между борбата за мир и взаимното разоръжаване.
През 70-те и 80-те години движението спонсорира кампании за преструктуриране на търговските връзки между развитите и развиващите се страни чрез Хартата на икономическите права и задължения, приета през 1974 г. от ООН и по-късно чрез Хартата на информационните и комуникационни права. Последната сама по себе си предизвиква инициатива на движението за създаване на сътрудничество в областта на комуникациите чрез създаването през 1975 г. на Non-Aligned News Agencies Pool, прераснала в 2005 г. в NAM News Network.
Движението на необвързаните приема всички политики и практики базирани на сътрудничество и особено тези, които носят взаимна изгода на участниците. повечето от членовете, членуват и в ООН. Двете организации имат заявени общи политики на сътрудничество, но успехите на движението със своите многостранни споразумения често са пренебрегвани от доминираното от по-големи и развити страни, ООН. Движението на необвързаните държави е играло важна роля в различни идеологически конфликти през цялото си съществуване, включително оказването на съпротива срещу режимите на апартейд и подкрепата на различни освободителни движения в различни точки на света като Зимбабве или Южна Африка. Подкрепата на подобни движения произхожда от вярването, че всяка държава трябва да базира своите политики в съгласуваност с националните си интереси, а не с тези на някоя велика сила. Движението на Необвързаните се е превънало в глас на подкрепа за развиващите се страни и все още съдържа идеали, които са актуални и в най-ново време.

## Роля след края на Студената война
След края на Студената война и ерата на постколониализма, Движението на необвързаните е принудено да предефинира себе си и да открие новите си цели в контекста на новата световна система. Основният въпрос е дали фундаменталните за организацията идеологии като националната независимост, териториалната цялост и борбата срещу колониализма и империализма, могат да бъдат приложени върху съвременните проблеми. Движението поставя акцент на своите принципи на многостранност, равенство и мир, в опит да стане по-силен глас на глобалния Юг и да се превърне в инструмент, който може да бъде използван за засилване на позициите на своите членове при преговори с развитите държави. В опитите си да се грижи за интересите на Южните държави, движението набляга на важността за сътрудничество и единство между държавите членки. В миналото точно това е бил един от големите проблеми на организацията, заради броят на нейните членове и множеството различия между тях. Докато е имало общо съгласие по основните принципи, на практика много рядко се е стигало до някакво конкретно общо действие, като движението е предпочитало да изрази своята критика или подкрепа пред това да приеме решителни действия.
Организацията продължава да вижда най-бедните държави като експлоатирани и маргинализирани. Само, че вече това не се случва от две съревноваващи се суперсили, а от един цял мултиполярен свят. Новият враг срещу когото движението е обявило своята борба, е западната хегемония и неоколониализмът. То се противопоставя срещу чуждестранните окупации и намесата във вътрешните работи. Движението на необвързаните изменя своя фокус към социално-икиномическите предизвикателства, пред които се изправят държавите членки и по-специално неравенствата породени от глобализацията и прилагането на неолибералните политики. Организацията идентифицира икономическата изостаналост, бедността и социалната несправедливост като най-големите опасности заплашващи световния мир и сигурност.

## Конференции
- Първа конференция – Белград, 1 септември – 6 септември 1961
- Втора конференция – Кайро, 5 октомври – 10 октомври 1964
- Трета конференция – Лусака, 8 септември – 10 септември 1970
- Четвърта конференция – Алжир, 5 септември – 9 септември 1973
- Пета конференция – Коломбо, 16 август – 19 август 1976
- Шеста конференция – Хавана, 3 септември – 9 септември 1979
- Седма конференция – Ню Делхи, 7 март – 12 март 1983
- Осма конференция – Хараре, 1 септември – 6 септември 1986
- Девета конференция – Белград, 4 септември – 7 септември 1989
- Десета конференция – Джакарта, 1 септември – 7 септември 1992
- Единадесета конференция – Картахена, 18 октомври – 20 октомври 1995
- Дванадесета конференция – Дърбан, 2 септември – 3 септември 1998
- Тринадесета конференция – Куала Лумпур, 20 февруари – 25 февруари 2003
- Четиринадесета конференция – Хавана, 15 септември – 16 септември 2006
- Петнадесета конференция – Шарм ел Шейх, 11 юли – 16 юли 2009
- Шестнадесета конференция – Техеран, 26 август – 31 август 2012
- Седемнадесета конференция – Алжир, 2014

## Текущи дейности и позиции

### Критиките на американската политика
През последните години организацията разкритикува американската външна политика. Американската инвазия в Ирак и войната срещу тероризма, опитите си да задуши Иран и ядрените планове на Северна Корея и други свои действия са разобличени като нарушения на правата на човека и грубо потъпкване на суверенитета на по-малките нации. Лидерите на движението също така критикуват американския контрол над Организацията на обединените нации и другите международни структури.

### Самоопределението на Пуерто Рико
От 1961 г. групата подкрепи обсъждането на случая за самоопределение на Пуерто Рико пред Организацията на обединените нации. Резолюция по въпроса ще бъде предложена на срещата на борда от Хостосийското Национално Независимо движение.

### Самоопределението на Западна Сахара
От 1973 г. групата подкрепи обсъждането на случая на Западна Сахара самоопределение пред Организацията на обединените нации. Движението на необвързаните страни потвърди на своята среща в Шарм Ел Шейх през 2009, подкрепата за Самостоятелно определяне на хората от Сахара, които имат право на свободен избор. Организацията също така припомни на ООН, отговорността, която има по отношение на проблемът със Западна Сахара.

### Устойчиво развитие
Движението публично се ангажира с принципите на устойчивото развитие и постигането на Целите на хилядолетието, но вярва, че международната общност не е създала благоприятни условия за развитието и е нарушила правото на суверена на всяка държава членка. Въпроси като глобализацията, дълговото бреме, нелоялни търговски практики, спад в чуждестранна помощ, условия на донорите и липсата на демокрация в международните финансови решения са цитирани като фактори.

### Реформите на ООН
Движението на необвързаните страни е доста прямо в критиката си към структурата на ООН, най-вече в начина, по който организацията е била използвана от могъщи държави, по начини, които нарушават принципите на движението. Движението на необвързаните прави редица препоръки, чрез които ще се засили представителството и силата на „необвързани“ държави. Предложените реформи са насочени към подобряване на прозрачността и демократичността на ООН за вземане на решения. Съвета за сигурност на ООН е елемент, смятан за най-изкривен, недемократичен и в необходимост от реорганизация.

### Сътрудничеството Юг-Юг
Напоследък Движението на необвързаните страни работи заедно с други организации на развиващия се свят, и по-специално с група на 77-те, формирайки известен брой съвместните комитети и публикувайки отчети и документи, представляващи общите интереси на двете организации. Този диалог и сътрудничество може да се приема като усилие за увеличаване на глобалната осведоменост на организацията и засилване на нейното политическо влияние.

### Културно многообразие и човешки права
Движението приема универсалността на човешките права и социалната справедливост, но яростно се съпротивлява на културното хомогенизиране. В съответствие с възгледите си за суверенитета, организацията призовава за защита на културното многообразие както и към толерантност към религиозните, социално-културните и историческите особености, които определят правата на човека в определен регион.

## Генерални секретари
| Генерални секретари    | Генерални секретари | Генерални секретари | Генерални секретари |
| Име                    | Държава             | От                  | До                  |
| ---------------------- | ------------------- | ------------------- | ------------------- |
| Йосип Броз Тито        | Югославия           | 1961                | 1964                |
| Гамал Абдел Насър      | Египет              | 1964                | 1970                |
| Кенет Каунда           | Замбия              | 1970                | 1973                |
| Хуари Бумедиен         | Алжир               | 1973                | 1976                |
| Уилям Гопалава         | Шри Ланка           | 1976                | 1978                |
| Ричард Джаявардене     | Шри Ланка           | 1978                | 1979                |
| Фидел Кастро           | Куба                | 1979                | 1983                |
| Неелам Санджива Реди   | Индия               | 1983                | 1983                |
| Заил Сингх             | Индия               | 1983                | 1986                |
| Робърт Мугабе          | Зимбабве            | 1986                | 1989                |
| Янез Дрновшек          | Югославия           | 1989                | 1990                |
| Борисав Йович          | Югославия           | 1990                | 1991                |
| Стипе Месич            | Югославия           | 1991                | 1991                |
| Бранко Костич          | Югославия           | 1991                | 1992                |
| Добрица Чосич          | Югославия           | 1992                | 1992                |
| Сухарто                | Индонезия           | 1992                | 1995                |
| Ернесто Сампер Писано  | Колумбия            | 1995                | 1998                |
| Андрес Пастрана Аранго | Колумбия            | 1998                | 1998                |
| Нелсън Мандела         | ЮАР                 | 1998                | 1999                |
| Табо Мбеки             | ЮАР                 | 1999                | 2003                |
| Мохатир Мохамад        | Малайзия            | 2003                | 2003                |
| Абдула Ахмед Бадави    | Малайзия            | 2003                | 2006                |
| Фидел Кастро           | Куба                | 2006                | 2008                |
| Раул Кастро            | Куба                | 2008                | 2009                |
| Хосни Мубарак          | Египет              | 2009                | 2011                |

## Работни групи, комитети
- Високопоставена работна група за преструктуриране на Организацията на обединените нации
- Работната група по правата на човека
- Работна група по въпросите на мира в мироопазващите операции
- Работна група по въпросите на разоръжаването
- Комисия на Палестина
- Работната група за Сомалия
- Необвързаната сигурност на Кавказ
- Постоянен Комитета на министрите за икономическо сътрудничество
- Съвместния координационен комитет (председателстван от председателя на G-77 и председател на НАМ)

## Държави членки
- Афганистан
- Алжир
- Ангола
- Антигуа и Барбуда
- Бахамски острови
- Бахрейн
- Бангладеш
- Барбейдос
- Беларус
- Белиз
- Бенин
- Бутан
- Боливия
- Ботсвана
- Бруней
- Буркина Фасо
- Бурунди
- Камбоджа
- Камерун
- Кабо Верде
- Централноафриканска република
- Чад
- Чили
- Колумбия
- Коморски острови
- Република Конго
- Кот д'Ивоар
- Куба
- Демократична Република Конго
- Джибути
- Доминика
- Доминиканска република
- Еквадор
- Египет
- Екваториална Гвинея
- Еритрея
- Етиопия
- Фиджи
- Габон
- Гамбия
- Гана
- Гренада
- Гватемала
- Гвинея
- Гвинея Бисау
- Гаяна
- Хаити
- Хондурас
- Индия
- Индонезия
- Иран
- Ирак
- Ямайка
- Йордания
- Кения
- Кувейт
- Лаос
- Ливан
- Лесото
- Либерия
- Либия
- Мадагаскар
- Малави
- Малайзия
- Малдиви
- Мали
- Мавритания
- Мавриций
- Монголия
- Мароко
- Мозамбик
- Мианмар
- Намибия
- Непал
- Никарагуа
- Нигер
- Нигерия
- Северна Корея
- Оман
- Пакистан
- Палестина
- Панама
- Папуа-Нова Гвинея
- Перу
- Филипини
- Катар
- Руанда
- Сейнт Лусия
- Сейнт Китс и Невис
- Сейнт Винсент и Гренадини
- Сао Томе и Принсипи
- Саудитска Арабия
- Сенегал
- Сейшелски острови
- Сиера Леоне
- Сингапур
- Сомалия
- ЮАР
- Шри Ланка
- Судан
- Суринам
- Свазиленд
- Сирия
- Танзания
- Тайланд
- Източен Тимор
- Того
- Тринидад и Тобаго
- Тунис
- Туркменистан
- Уганда
- Обединени Арабски Емирства
- Узбекистан
- Вануату
- Венецуела
- Виетнам
- Йемен
- Замбия
- Зимбабве

Със статут на наблюдаващи са:
- Армения
- Азербайджан
- Босна и Херцеговина
- Бразилия
- Коста Рика
- Хърватия
- Салвадор
- Казахстан
- Киргизстан
- Мексико
- Парагвай
- Китай
- Сърбия
- Украйна
- Уругвай

### Предишни членове
1. Аржентина (1973 – 1991)[26][27]
2. Кипър (1961 – 2004)[27]
3. Малта (1973 – 2004)[27]
4. Югославия (1961 – 1992)[28]